# Negură Bunget
Negură Bunget a fost o formație românească de black metal. A fost înființată sub numele de Wiccan Rede la sfârșitul anului 1994, în formulă duo (Hupogrammos Disciple și Negru). În luna noiembrie a aceluiași an au înregistrat primul lor demo, From Transylvanian Forest.
Albumul de debut Zîrnindu-să, lansat către sfârșitul lui 1996, aduce schimbarea numelui trupei în cel actual și cristalizarea unei ideologii specifice. Următorul album a apărut în 1998, sub titlul de Sala Molksa. Odată cu acesta, trupa l-a cooptat pe cel de-al treilea membru oficial, Spurcatu. Are loc prima lor apariție pe o scenă din străinătate, la festivalul Open Hell din Volyne (Cehia), iar în 2000 au lansat Măiastru Sfetnic, cel de-al treilea album. Popularitatea lor în mediul underground a crescut, astfel încât au avut parte de alte concerte în România și țările învecinate (Serbia, Ungaria), precum și de un contract cu Code666 Records, o casă de discuri din Italia.

## Membri actuali
- Negru  - tobe / percuții (toboșarul Gabriel „Negru” Mafa, unul dintre fondatorii formației Negură Bunget, a încetat din viață, la vârsta de 42 de ani, în data de 21.03.2017[1])
- Tibor Kati - voce / chitara
- Adrian Neagoe / Oq - chitara / voce
- Petrică Ionuțescu - instrumente traditionale
- Ovidiu Corodan - bas

### Membri live
- Nǎval (Vapern) - bas (din 2007) / (1997 - 1998), clape 1996 -1997 / 1998 - 2005
- Ager (Agerul Pământului) - percuție, instr. tradional arhaice (din 2004)

### Foști membri live
- Inia Dinia - clape (2007-2013)
- Stefan Zaharescu - voce (2012 - 2013)
- Corbu - voce, chitara, tulnic, tambal, cobza (2009 - 2010)
- Spin - Chitara (2009 - 2011)
- Gadinet - Chitara bas (2009 - 2013)

- Hupogrammos Disciple's - (Dordeduh)- voce, chitara, bas, clape (din 1994 - 2009)
- Sol Faur - (Dordeduh) - chitara (din 1997 - 2009)
- Ermit (Ursu) - bas (din 1999 - 2007)
- Daniel Dorobanțu - (Thy Veils) - clape (1997 - 1998)
- Andrei Popa - chitară (sep.- dec. 2005)
- Iedera - clape (din 2005 - 2006)
- Necuratul - (Vokodlok) - percutie (2003)
- Aiwazz Vallach - clape (1995)

## Discografie

### Albume de studio
- From Transilvanian Forests, 1995 (demo)
- Zîrnindu-să, 1996
- Sala Molksa, 1998 (MLP)
- Măiastru Sfetnic, 2000
- 'N Crugu Bradului, 2002
- Negură Bunget Box, 2004 (box set)
- Inarborat Kosmos, 2005 (EP)
- OM, 2006
- Măiestrit, 2010
- Vîrstele Pămîntului, 2010
- Tău, 2015
- Zi, 2016
- Zău, 2021

### Compilații (V.A.)
- Better Undead Than Alive(2 CD) - 2002 (Code666 Records) - conține piesa și videoclipul Văzduh
- Scream Of The Eastern Lands - 2003 (Undercover Records) - conține piesele Sculptured Fog și Din adîncul afundului întrupat
- Awaken Comp.3 - 2001 (Awaken Rec.) - conține piesa A-vînt in abis
- Mare Tenbrarum - 1999 (Mare Tenebrarum Rec.)
- Upon a Mighty Blooded Stream - 1999 (Red Stream Productions)
- Les Litanies des Satan - 1998
- Hole in the Sky Vol.II - 1998
- Wagging the War - 199? (Sepulchral Productions) - conține piesa Immortality's elogy: The Vampirism
- Underground Romania Vol.III - 1997 (Phoenix Rec.)
- Underground Romania Vol.II - 1996 (East&Art Rec.) - conține piesa Transilvanian fullmoon vampirism

## Alte proiecte
- Negura Magazine / Negura Music - (magazin ideologic)
- Makrothumia - formație de death metal progresiv   înființată în 1994 de către Hupogrammos Disciple și Negru.